# Michal Stein
Michal Stein (* 28. února 1959, Praha, Československo) je český textař, scenárista, básník, editor i kurátor výstav.

## Život
Narodil se v Praze, studoval FAMU v Praze – dramaturgii a scenáristiku.

## Dílo
Michal Stein je především textař se zaměřením na žánry šansonu, popu, rocku i dětské písně. Je držitelem Platinové desky (2009) za texty a dramaturgii alba Boooong! (GZ Digital Media 2004). Je autorem textu vítězné písně "Formule z formely" na festivalu Dětská nota 1983 (Mladá Boleslav). Je několikanásobný laureát cen (jako textař) Písniček pro Hvězdu.
Napsal přes 500 písňových textů. Natočeny jsou u vydavatelství Supraphon, Panton, Tommu Records, Popron, GZ Digital Media, Areca Multimedia, Comodo, Reflex Records a dalších. Spolupracoval mezi jiným s autory: Leopoldem Korbařem, Eduardem Parmou ml., Zdeňkem Bartákem ml., Zdenkem Mertou, Václavem Vašákem, Bohuslavem Myslíkem a mnoha dalšími. Jeho písně zpívali i Jana Kratochvílová, Stanislav Hložek, Daniela Šinkorová, Petra Černocká, Karel Bláha, Jana Kociánová. Šansony textoval i hercům jako např. Luděk Sobota, Jan Přeučil. Byl dramaturgem, producentem a hlavním textařem alba zpívající Arabely "Jana Nagyová zpívá dětem" (Tommu records; 1993). Poté, co zemřel textař Pavel Vrba, začal intenzívněji spolupracovat s Elektrobandem Pavla Zedníka, multiinstrumentalisty a skladatele stejného jména.
Píše články z oblasti kultury, sportu a životního prostředí do různých novin a časopisů, rediguje knížky. Příležitostně se věnuje pořádání a kurátorství výstav a moderování vernisáží. Několik let se aktivně zapojuje do ochrany zeleně na Praze 9 jako člen výboru spolku Střížkovská občanská solidarita.

## Ocenění
Obdržel řadu ocenění:
- 1983, autor textu vítězné písně "Formule z formely" na festivalu Dětská nota (hudba: Václav Vašák, Mladá Boleslav)
- několikanásobný laureát cen Písniček pro Hvězdu
  - S Evelýnou, hudba Leopold Korbař, zpěv: Karel Bláha
  - Blues dětského domova, hudba: Josef Marek a zpěv Jana Kratochvílová
  - Starý strážce majáku, hudba: Josef Marek a zpívala Petra Černocká
- 2009, platinová deska za texty a dramaturgii alba Boooong! (GZ Digital Media 2004)
- několik novinářských cen